# 轩辕剑 (游戏)
《轩辕剑》和《轩辕剑贰》是大宇资讯制作的两款剧情连续的角色扮演游戏，分别於1990年10月13日和1994年2月8日在台湾发行，1994年11月在日本发行《轩辕剑贰》日文版。游戏对应MS-DOS，并由此正式开创了轩辕剑系列游戏。《轩辕剑贰》Steam版於2021年2月8日發行，《轩辕剑》附加在軒轅劍貳的執行檔內。

## 遊戲簡介

### 遊戲系統
《軒轅劍》遊戲畫面的解析度是320x240及640x480，16色交替使用，在原野及城鎮時是320x240，戰鬥時為640x480，播放劇情動畫時則二者皆有。
《軒轅劍貳》遊戲使用320x240，256色解析度。其走中國水墨畫風格的畫面在當時絕無僅有，為強調中國風味，甚至連遊戲中的數字資料也全用中文表現，而軒轅劍系列「中國水墨畫風」的特色亦在這一作品中確立。

### 傳統確立
軒轅劍系列的部分傳統在轩辕剑一代和二代時所確立，並為之後的軒轅劍系列作品中所延用。
轩辕剑1确立的传统：
1. 世界地图为最大场景
2. 踩地雷方式遇敌【个别场景例外】
3. 迷宫中和其他特殊情景不能存档【《轩辕剑六》起允许出剧情和战斗外的场合自由存档】

轩辕剑2确立的传统：
1. 可進入民宅
2. 城鎮中可接取支線任務，完成后有额外奖励
3. "命"、"灵"、"体"三種數值
4. 可裝備武器、护具、饰品、鞋子、法宝、护驾等物品强化主角的攻击力、防御力、速度、属性抗性等数值
5. 最高等級60級[2]
6. 升級後命體術皆補滿，並解除狀態異常
7. 奇術媒介系統（《轩辕剑四》后取消）
8. 属性系统，包括雷水、火风、五行、阴阳等属性，影响术法杀伤力
9. 煉妖壺系統（轩辕剑4代推出类似的天书系统）
10. DOMO工作室隐藏场景，可以接取支线人物或学到特殊术法
11. 於最終場合通过触发剧情得到最强武器軒轅劍（當然也有例外，如《楓之舞》、《天之痕》、《轩辕剑五》、《汉之云》、《云之遥》遊玩期間是無法取得軒轅劍的；《轩辕剑六》需兵工谱全开后到DOMO工作室找蔡魔头领取轩辕剑）
12. 並非男女主角在一起的結局（如：《蒼之濤》、《汉之云》等，但亦有例外）

## 游戏剧情

### 世界观
盤古開天闢地之初，女媧神由於寂寞，於是捏土為人、撮泥為獸，所造之高智慧生物中，分為「人類」及被人類稱為「妖魔」的種族。兩族長久鬥爭，自黃帝與蚩尤之戰後，餘波不斷。後來人類以鑄劍術造出一柄無比神奇的神兵利器，以黃帝之名，命名為「軒轅劍」。有一無名俠士得此劍，用之斬妖除魔，並領導人類，對抗魔族。此人被尊稱為「軒轅劍俠」。创造人类和妖魔的神仙在处理人类和妖魔的关系的问题上，內部發生爭論，由於意見分歧，結果分成「主和」及「主戰」兩派。主和派的妖魔派出使者與人類談判，從此互不相犯，主和派的領導者被人類稱為「善神」；主戰派則主張對抗軒轅劍俠，誓要消滅人類，其領導者則被稱為「惡神」。
可是，數十年後，原本與人類相近的善神一派，卻與惡神聯手侵略人類，人类一夜之间被虐得很惨，轩辕剑也不知所踪，直到多年后的某一天，主角开始一段传奇的历险，并最终获悉自己是轩辕剑侠的后裔以及壶中仙的阴谋，肩负起逆转的使命。

### 《轩辕剑》剧情
劇情一開始，主角燕赤霞（開始遊戲可取名，貳代何然）為師父所令去縣城拜訪縣太爺。調查後得知，在縣府的那位縣太爺是意圖佔領縣城的妖魔所變的。擊敗他後，真正的縣太爺請求燕赤霞能到西方洞穴救出他的兒子小寶，但被洞內的蜘蛛精詭計所騙，在即將被殺死之際，為一黑衣大俠所救。
回到縣城後，從縣太爺手中取得師父寄來的信，得知師父已經雲遊了，並告知燕赤霞身世真相。十六年前，在惡神率領妖魔攻擊人類時，有一俠士挺身而出組織抗魔軍，那位俠士就是他的父親。惡神的攻勢的確被抗魔軍所擊退，但令人料想不到的異變卻在最緊要的關頭發生！原本和惡神各恃一方的善神突然加入戰場，於是在善惡兩神的聯手攻擊下，經過三天三夜的血戰，抗魔軍和其父全遭殺害，只留下當時幼小的主角僥倖逃過一劫。其師告知主角這事，並非要他去報仇，而是希望他能夠查出當年善惡兩神為何聯手的事實真相。
燕赤霞來到長春鎮後，得知東南方有一鳳凰塔，並在塔中見到救過自己的黑衣大俠寧采臣（貳代楊坤碩）。為調查傳聞中塔頂的妖女，二人合力來到鳳凰塔頂，只見到一位全身著紅衣的姑娘小倩（貳代江如紅）突然攻擊主角們，擊敗她後，她也神奇的消失在二人眼前。
回到長春鎮，只見鎮民似乎被下咒似的無法說話，百思不得其解之下，燕赤霞與寧采臣仍是到旅店用飯。吃完後身體有異，原來是火鳳凰化身店小二，在飯菜內下了毒。在牠先去殺光鎮民以前，小倩出現在二人眼前給他們服下解藥。正當準備逃走時被火鳳凰發現，三人便合力將牠擊敗。
擊敗火鳳凰後，小倩向二人解釋她並非妖女，只是從小就被關在塔上，不知道自己的爹娘是誰。並閱火鳳凰在她身上下了咒，每半個月會發作一次，會瘋狂攻擊周圍的人，當天在鳳凰塔正好就是她要發作的時間，並不是要故意攻擊燕赤霞與寧采臣。當時在鳳凰塔消失後只感到被人抱走，在昏迷時聽見有人命令火鳳凰到鎮上裝成小二在菜裏下毒，於是她便趕過來幫忙。至於是誰命令火鳳凰，小倩也不知道，只知道火鳳凰很怕他。燕赤霞便猜測有可能就是惡神。
之後，為了調查惡神之所為，同時也尋找小倩的爹娘，三人一同踏上旅途。

### 《轩辕剑贰》剧情
（接續一代劇情）在打敗火鳳凰之後，一行人來到了神州大陸，立誓要消滅妖魔，讓百姓們能夠安居樂業。然而在幫助安定村趕走強盜時，主角們並沒有幫助村民，反而因為少了野熊寨強盜守護山口，使得妖魔能入侵村莊。之後，為解決興風作浪的水妖，應臨河鎮村長相求，深入陵羊大澤，不料被蛟龜捲入水底，為煉妖壺所救。煉妖壺告知主角們其為女媧所造，為淨化升華地上諸多過於殘暴的妖魔鬼怪，並與煉妖壺看守者巴蛇在此千年之久，但巴蛇卻不顧女媧所託，放盡壺內妖魔並消失，墾求主角們幫助祂找到巴蛇，並收回逃出之妖魔。
在18年前的善神、惡神與人類的大戰，使得三方損傷慘重。之後的人類倚仗尖兵利鐵，大規模的勦滅妖魔。不少妖魔找巴蛇訴苦，巴蛇向女媧神請求，然而等待回應的時間中妖魔已快被滅絕，等不及的巴蛇決定親自為妖魔族取回公道，從而釋放出煉妖壺中的妖魔。
在找尋息壤（可進入建木的土壤）的過程中，遇見了在野熊寨有一面之緣的書生古月聖，他一直為江如紅眉宇間發黑的狀況所擔憂，以此理由加入了隊伍。之後隊伍一路向北來到平陽城，拜見軒轅幫幫主江長風後，為幫主夫人認出江如紅正是十年前被怪鳥抓走的親生女兒。感人相認後，江如紅身體發生異狀，在即將手刃父親前，為古月聖所擋下並化其為原形——白狐。乾松上人解釋江如紅被妖魔下了長期咒語，在相認後發作殺死其父的詭計。要解此咒就必須殺死下咒的火鳳凰。
江如紅清醒後與伙伴們一同前往大佛像塔尋找舍粒子救活古月聖。古月聖在煉妖壺中遇見壺中仙，得知可利用大禹地下水道的分流機關將火燄山的岩漿澆熄。不過此時古月聖也發現壺中仙似乎另有所謀，叫伙伴不要太相信壺中仙。 
擊敗巴蛇（惡神）與火鳳凰後，壺中仙告知何然一行人只有將煉妖壺丟入崑崙仙境的造物仙鼎，方能盡數收入世上妖魔。而崑崙仙境的入口藏在巨樹裡的建木法師處，必須收集視肉、金烏鏡、月宮琴、雕像四寶方能開啟入口，並指示寶物的所在處與前往路徑。
在向軒轅幫主江長風行辭前，江長風告訴何然一行人他手上的軒轅劍其實是假的，只是為了嚇阻惡神而使用的手段。並且四散各地的妖魔仍有龐大的殘餘勢力，如有真正的軒轅劍定能使天下太平。所以希望何然一行人能尋找真正的軒轅劍與軒轅劍俠的下落。
照著壺中仙所指示的繼續北上，經由在吊橋時碰上了昔日的死對頭蛟龜，蛟龜不敵，將何然撞落懸崖。醒來的何然看見了自己躺在一旁，不明所以。壺中仙推測在何然掉下懸崖時，蛟龜拿走煉妖壺並將他吸入，所以才會在壺中界出現。在回頭取回肉體時發現已被人偷去，何然必須靠自己的力量來取回肉體。
取回肉體後，仍須解決蛟龜，何然往外一走，即進入了古月聖的故鄉——瀑洞村。村中仙人告訴何然全村已被吸入煉妖壺中，還說壺中仙會慫恿煉妖壺持有者盡量使用煉妖壺，祂會吸光煉妖壺內眾生，然後變成自己的力量。因為蛟龜以前曾待過煉妖壺內，曉得如何使用煉妖壺，壺中仙擔心蛟龜會把壺中眾生吃光，才叫何然盡速解決蛟龜。並且巴蛇之所以放出妖魔，是因為人類和妖魔間的平衡被破壞才放出妖魔，否則他也不會這麼做。並催促何然殺死壺中仙和破壞煉妖壺才出得去。回頭找壺中仙，壺中仙解釋那個仙人是蛟龜假份的，並施法令假仙人現出原形。打敗蛟龜後，何然終於脫離壺中界，遇見真正的仙人，並代仙人傳話給古月聖叫他好好照顧自己。
何然得知楊坤碩受邀到伏魔劍派附近一處妖魔的根據地協助除妖，一行人趕過去，在水道中發現重傷的楊坤碩。楊坤碩說自己本想與武氏兄弟爭奪軒轅幫幫主之位，結果發現這裏都是些老弱婦孺，怎麼也下不了手。而與濫殺妖魔的武氏兄弟大打出手，一行人繼續前進阻止武氏兄弟的屠殺。解決武氏兄弟後，化民解釋巴蛇死後妖魔已失去團結的力量，因主角與手持煉妖壺和人形的巴蛇相像，希望他能帶領妖魔族繼續抵抗人類。何然當然不答應，但也不能讓外面的人類再進來屠殺。化民為了報恩，便想到兩全齊美的辦法，就是化民來對人類說武氏兄弟是他們殺的，並且關閉入口使報仇的人類無法進來，不僅能讓主角們脫罪，也可以保護化民不再遭害。
之後何然一行人趕到雷澤塔拯救伏魔劍派，告訴牛頭人化民族長要他回去，並告知雙方崑崙仙境裡有解決人妖紛爭的方法，希望在找到崑崙仙境之前先暫時止戰。然而因牛頭人不服而開打，擊敗牛頭人後，從伏魔劍派掌門人得到定風珠，通過風穴後即可前往四塔取得四寶物。
獲得四樣寶物後，建木法師將主角們傳送至崑崙仙境，而在仙境一行人眼前的，是軒轅劍俠！擊敗他後，何然將煉妖壺丟入造物仙鼎中，當眾人以為一切結束時，沒想到仙鼎把整個世界吸入！這時女媧神趕來，解釋因為煉妖壺吸了愈多東西，力量愈是強大，最終目的就是要主角們幫它和造物仙鼎合而為一。現在連女媧神都沒辦法對付它；若無人願意持軒轅劍進入煉妖壺內的世界殺掉壺中仙，世界就只存在於壺中了！女媧神將軒轅劍給予何然，並告訴他軒轅劍俠其實就是他的父親，軒轅劍俠為了讓人類和妖魔都不會互相殘殺，選擇了與善惡神同歸於盡，從此軒轅劍俠的魂魄即依附在軒轅劍上，雖然屢次警告何然一行人，然而仍是無法阻止這場浩劫！
手持軒轅劍的何然決定與同伴們、女媧神一同擊敗壺中仙。之後，眾神決定把人與妖魔劃清界線，此後雙方各自活動在固定領域內。

## 其他
由於軒轅劍的開發過程期間，主開發人員蔡明宏需要去服兵役，因此整個故事被分成兩個。亦因如此，軒轅劍和軒轅劍貳的人物相同，故事亦有連貫性。
官方對此兩款作品的定位是「神幻奇想」，故事設計時並沒有明確的時代背景，及後為了對整個系列確立一個世界觀，將軒轅劍的時間定為夏末至商到西周時期。本作在當初製作之時並沒有考慮與歷史的結合性，因此在後來大宇將軒轅劍以及軒轅劍貳劃歸到「上古~商朝」的故事區段後，新加入的玩家對於軒轅劍和軒轅劍貳中不斷出現椅子等不合時代的東西經常感到困惑。
值得留意的是，因為發售時未達到原定開發的進度，軒轅劍中三名主角的名稱是來自當時正在熱播電影《倩女幽魂》的原著劇本《聊齋誌異》聶小倩的角色名字，直至二代改為原創名稱。
本作中的主角何然和配角古月聖在《軒轅劍參外傳 天之痕》中也有登場。其後，古月聖亦在《軒轅劍外傳 雲之遙：蘭茵篇》中登場。

## 同人复刻游戏

### 新轩辕剑贰：神魔乱兮英雄出
《新轩辕剑贰：神魔乱兮英雄出》是由一些轩辕剑系列爱好者组成的“饕墨(TOMO)”小组，利用RPG Maker XP制作的一款重制版轩辕剑2游戏。该游戏的正式版本在2010年8月20日免费开放下载。并于2011年3月21日发布了DLC“沉睡的封印”，2012年8月19日发布了独立资料片“末日与离别”
游戏使用Rpg Maker XP制作，支持Unicode。部分游戏的图像资源来自于軒轅劍參 雲和山的彼端、軒轅劍參外傳 天之痕、新仙剑奇侠传、仙劍奇俠傳二、吕布与貂蝉等商业游戏。水墨地图皆为饕墨小组美工手绘，音乐为饕餮·星辰剑重新翻制。
游戏基本上采用原版的游戏系统及剧情设计。新加入的内容为“TOMO工作室”“隐藏分支剧情”（类似原版的“DOMO工作室”，同时“DOMO工作室”保留）。仿轩叁设计炼妖壶，取消怪物参战系统，改为可装备护驾系统。
轩辕剑之父蔡明宏在接受采访时曾高度评价了TOMO小组及他们所做的《新轩辕剑贰》，并称：“我去那个网站看到广告，《轩辕剑贰》复刻版即将推出，感觉蛮有趣的。其实，只要没有涉及商业利益，我还是蛮高兴的。”大多数轩辕剑资深玩家对《新轩辕剑贰》表示出赞扬之词，并称复刻的行为值得推广。
但有评论认为，制作小组人员良莠不齐，以至于在人设及画面上有些眼光挑剔的玩家颇有微词。